# 玩樂 (駐唱演出)
玩樂（英語：Play），是美国歌手凱蒂·佩芮举办的首场駐場演唱會。第一輪前八场音乐会于2021年5月宣布，于2021年12月29日至2022年1月15日在拉斯維加斯名勝世界劇院举行。 应广大观众的要求，当月晚些时候又增加了8场演出，将驻留期延长至2022年3月。佩芮于2022年1月宣布，她已在5月至8月期间增加了16场演出。  2022年6月1日，她宣布由于需求增加，10月份将增加8场演出。
佩芮在拉斯維加斯名勝世界劇院開幕夜就全場爆滿，最远的座位距离舞台仅150英尺。  2022年2月，《告示牌》公布了第一輪駐唱成绩。据报道，她在8次演出中赚得698万美元，并吸引了共32,000名参加者。 凭借这些收入，她在Pollstar的歌手影响力指数 (APX) 排行榜上名列第一。  2023年4月10日，佩芮宣布驻场演出最后一场将于2023年11月4日举行据《告示牌》报道，该驻场演出票房收入达4,640万美元，成为拉斯维加斯历史上票房收入第八高的女性驻场演出，总体票房收入排名第18位。 
该演出的創意受到《親愛的，我把孩子縮小了》、《妙人怪譚電視劇》和《荒唐小混蛋奇遇記》的啓發。佩芮还表示：“这将是一场视觉与听觉的盛宴，这是我一生中在排练中笑得最多的一次。我的合作者、舞者和乐队成员都说，‘這場演唱會的創意太怪誕了。’” 

## 演出歌單

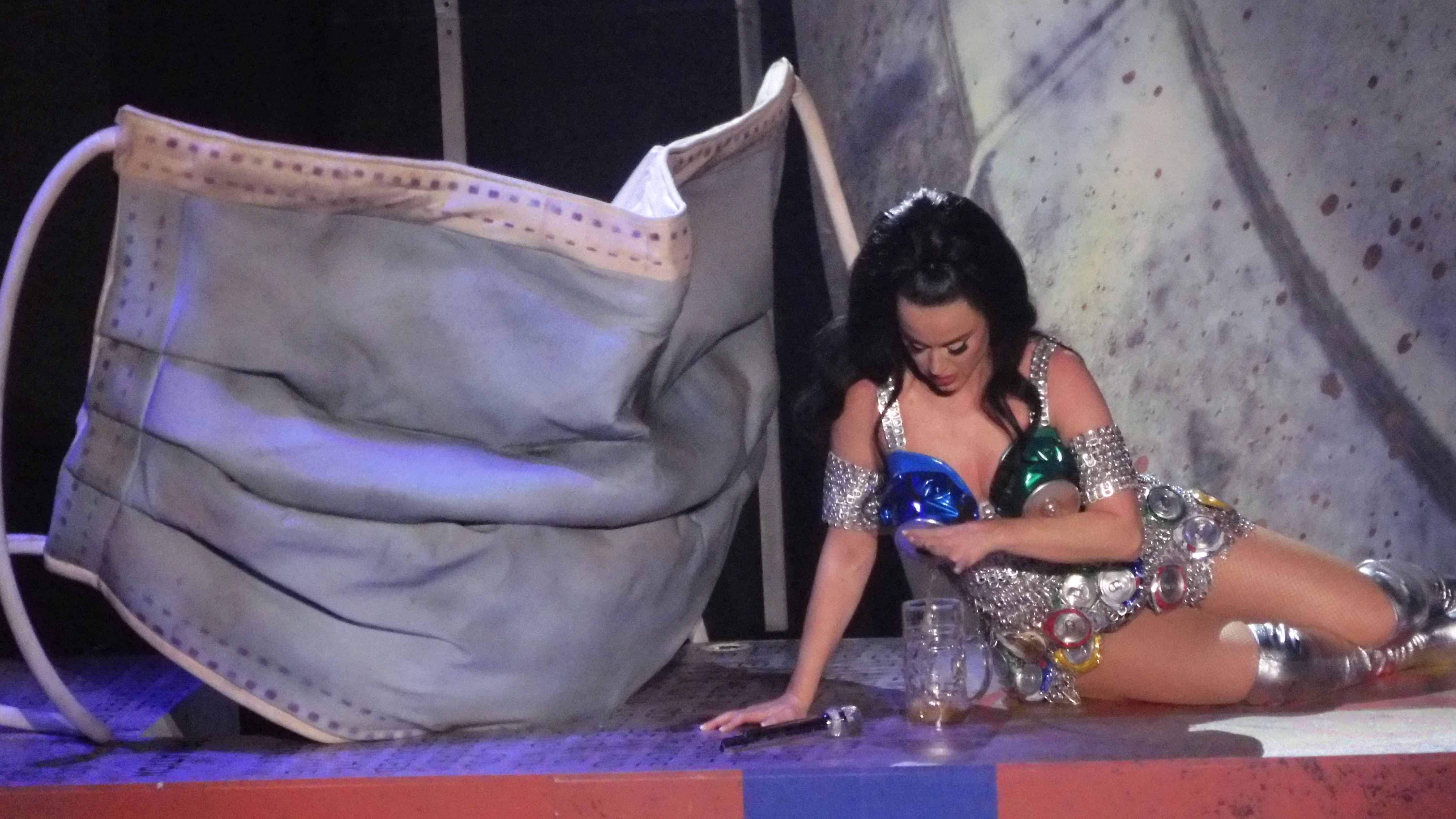
佩里在演出期间

佩芮于2021年12月28日（即首场演出开始前一天）公布了演出曲目单。 
1. 〈外星品種〉
2. 〈鍊上節奏〉
3. 〈黑马〉
4. 〈Not the End of the World〉
5. 〈加州女孩〉
6. 〈忽冷忽热〉 / 〈惡搞週末〉
7. 〈在賭城醒來〉（爵士版混音）
8. 〈秀色可餐〉
9. 〈Daisies〉（奥利弗·赫尔登斯混音）
10. 〈親了一個拉拉〉
11. 〈迷失〉/〈做自己〉/〈清醒〉（不插電）
12. 〈從未結束〉
13. 〈輕鬆完勝〉
14. 〈When I'm Gone〉/〈在空中漫步〉
15. 〈花漾年華〉
16. 〈微笑〉
17. 〈怒吼〉

安可
1. 〈The Greatest Love of All〉（翻唱 惠妮·休斯頓）
2. 〈煙火〉